# 紅房子西菜館
紅房子西菜館（Red House Restaurant）、旧名は羅威飯店、喜楽意（CHEZ LOUIS）、は上海市の老舗洋食レストランである、現在は新亜富麗華傘下のレストランである。
紅房子西菜館は1935年に開業し、上海最古のフレンチレストランの一つである。